# Témoignages
Pour les articles homonymes, voir Témoignage (homonymie).
Témoignages est un quotidien en ligne, diffusé en presse papier jusqu'en 2013, de l'île de La Réunion fondé en 1944 par le docteur Raymond Vergès et repris par la suite par son fils Paul et son petit-fils Laurent. Installé au Port, il est l'organe du Parti communiste réunionnais, fondé par Paul Vergès en 1959.
Témoignages suspend son édition papier quotidienne en décembre 2013. Depuis  cette date, deux numéros ont été imprimés dont une édition diffusée la semaine du 10 août 2014 à cent mille exemplaires pour la venue de François Hollande à La Réunion. Le quotidien est disponible sous format PDF.